# Diritti LGBT in Bulgaria
I diritti delle persone LGBT (lesbiche, gay, bisessuali e transgender) in Bulgaria sono differenti rispetto a quelli per le persone eterosessuali. L'omosessualità è legale in Bulgaria, ma le coppie dello stesso sesso e le famiglie guidate dalle coppie dello stesso sesso non hanno le stesse protezioni legali disponibili per le coppie formate da individui di sesso opposto.
La discriminazione sulla base dell'orientamento sessuale è stata vietata dal 2003. L'identità di genere è stata aggiunta alla legge antidiscriminazione del paese nel 2015.
Al 2024 la Bulgaria è uno degli ultimi 5 paesi appartenenti all'Unione Europea a non avere alcuna legge sulle unioni civili o sulle coppie di fatto assieme a Polonia, Romania, Lituania e Slovacchia.

## Storia del diritto penale bulgaro

### Prima della Liberazione
L'omosessualità fu legalizzata nel 1858 in tutte le parti dell'Impero Ottomano e di conseguenza anche in Bulgaria (dato che essa ne era una parte). Dopo la Liberazione della Bulgaria dall'impero Ottomano l'omosessualità venne nuovamente criminalizzata.

### Dal 1878 al 1968
Con la liberazione della Bulgaria nel 1878 fu istituito un nuovo codice penale nel paese che entrò in vigore il 1 maggio 1896 comportando per gli omosessuali maschi di età superiore ai 16 anni una condanna ad almeno sei mesi di reclusione. Il 13 marzo 1951 la Bulgaria aumentò la pena minima a tre anni di carcere.

### Dal 1968
Con la revisione del codice penale del 1 maggio 1968 l'omosessualità venne totalmente decriminalizzata, tuttavia, negli anni successivi, vi furono comunque diversi arresti a causa della presunta omosessualità di alcuni individui.
Dal 2002, l'età del consenso è stata parificata a quella eterosessuale.

## Diritto legislativo bulgaro

### Matrimonio egualitario
Dal 1991, la costituzione definisce il matrimonio come l'unione tra un uomo e una donna, pertanto vietando il matrimonio egualitario.
Nel 2012 il presidente del consiglio Boyko Borisov ha espresso il suo interesse alla modifica costituzionale dell'emendamento che vieta il matrimonio egualitario con immediata approvazione di quest'ultimo e delle adozioni, affermando però che per approvare i diritti matrimonioniali completi c'è bisogno che la società bulgara si dimostra tollerante e pronta ad accettare le famiglie omosessuali.

### Protezione dalle discriminazioni
Dal 2003, la legge sulla protezione contro la discriminazione vieta la discriminazione in tutti i settori e i discorsi d'odio sulla base dell'orientamento sessuale. Nel 2015 l'assemblea nazionale ha approvato un emendamento alla legge che vieta la discriminazione anche per le persone che hanno cambiato il proprio genere.

### Adozione
In Bulgaria è vietato per le coppie omosessuali adottare.

## Identità di genere
La legge bulgara sui documenti personali, entrata in vigore il 1 aprile 1999, è stata la prima legge in Bulgaria che disciplina la possibilità di cambiare legalmente sesso nei documenti.
Non si può subire una chirurgia di riassegnazione del sesso a meno che, la persona in questione, non ricorra prima a un processo ottenendo l'assenso della corte. 
Dal 2023 in Bulgaria è illegale cambiare sesso sui documenti di qualsiasi tipo.

## Servizio militare
Con il Protection Against Discrimination Act of 2006 la Bulgaria ha permesso alle persone, indipendentemente dal loro orientamento sessuale, di servire nelle forze armate.

## Opinione pubblica
Un sondaggio del 2002 ha registrato che il 37% dei bulgari pensava che l'omosessualità dovrebbe essere accettata dalla società, successivamente; nel 2007, un altro sondaggio, ha registrato che l'accettazione è salita al 39%.
Il Pew Research Center ha pubblicato un sondaggio a maggio 2017 che individua che il 18% dei bulgari è favorevole al matrimonio per le persone dello stesso sesso mentre il 79% si oppone all'idea. 
Il sostegno è stato maggiore tra i cristiani ortodossi (19%) e nella fascia tra i 18-34 anni (26%), contrariamente ai musulmani (12%) e alle persone di età superiore ai 35 anni (15%).

## Tabella riassuntiva
| Attività e relazioni sessuali legali                                                                          | (dal 1968) |
| Parità dell'età di consenso                                                                                   | (dal 2002) |
| Leggi anti-discriminazione sul lavoro                                                                         | (dal 2003) |
| Leggi anti-discriminazione nella fornitura di beni e servizi                                                  | (dal 2003) |
| Leggi anti-discriminazione in tutti gli altri settori (inclusa discriminazione diretta ed espressioni d'odio) | (dal 2003) |
| Leggi anti-discriminazione per le persone transessuali                                                        | (dal 2015) |
| Matrimonio egualitario                                                                                        | (incostituzionale dal 1991, proposto)                                                                                              |
| Unione civile                                                                                                 | (Proposto) |
| Adozione | / (vietato per le coppie omosessuali; ma i singoli possono adottare indipendentemente dall'orientamento sessuale, proposto)        |
| Procreazione assistita                                                                                        | (solo per le coppie sposate) |
| Accesso alla fecondazione in vitro per le coppie lesbiche                                                     | (solo per le coppie sposate) |
| Autorizzazione a prestare servizio nelle forze armate                                                         | (dal 2006) |
| Diritto di cambiare legalmente sesso                                                                          | (dal 2023 non si può cambiare sui documenti ma sì fisicamente, mentre dal 1999 al 2023 era consentito anche in maniera anagrafica) |
| Surrogazione di maternità                                                                                     | No |
| Permesso di donare il sangue                                                                                  | [ senza fonte ] |